# Era Glaciale (Magic)

Il logo del set

Era Glaciale (Ice Age in inglese) è un'espansione del gioco di carte collezionabili Magic: l'Adunanza, edito da Wizards of the Coast. In vendita in tutto il mondo dal giugno 1995, è il primo set di tre del blocco di Era Glaciale, che comprende anche Alleanze e Ondata Glaciale.

## Caratteristiche
Era Glaciale è composta da 383 carte, stampate a bordo nero, così ripartite:
- per colore: 56 bianche, 56 blu, 56 nere, 56 rosse, 56 verdi, 25 multicolori, 45 incolori, 33 terre.
- per rarità: 121 comuni, 121 non comuni, 121 rare e 20 terre base.

Il simbolo dell'espansione è un fiocco di neve, e si presenta in bianco e nero indipendente dalla rarità delle carte.
Era Glaciale era disponibile in bustine da 15 carte casuali e in 5 mazzi tematici precostituiti da 60 carte ciascuno:
Si tratta del primo set di Magic ad essere pensato sia come espansione per il gioco principale sia come set giocabile autonomamente. È la prima espansione stand-alone, cioè appunto che può stare da sola, senza bisogno delle carte provenienti dal set base, e inaugura una lunga lista di blocchi di espansione, ovvero gruppi di set di carte (di solito tre ma talvolta due), pensati per essere giocati autonomamente, anche se facilmente integrabili con le carte provenienti da altri set.
Non era stata pensata originariamente come parte di un blocco, tanto che Ondata Glaciale uscì quasi 10 anni più tardi.

### Ristampe
Nel set sono state ristampate le seguenti carte da espansioni precedenti:
- Circolo di Protezione: Bianco
- Circolo di Protezione: Blu
- Circolo di Protezione: Nero
- Circolo di Protezione: Rosso
- Circolo di Protezione: Verde
- Contromagia
- Rito Oscuro
- Sigillo della Morte
- Disincantare
- Paura
- Crescita Gigante
- Ululato Infernale
- Uragano
- Manipolatore Glaciale
- Richiamo
- Debolezza Magica
- Rigenerazione
- Distruggi Artefatto
- Prestigiatore Psichico
- Pioggia di Pietre
- Da Spade, a Spighe!
- Crescita Rigogliosa

## Novità
Era Glaciale propone nuove abilità e meccaniche di gioco, come le terre innevate e il mantenimento cumulativo.

### Nuove abilità

#### Mantenimento Cumulativo
Mantenimento cumulativo è un'abilità innescata che impone un costo crescente su un permanente. “Mantenimento cumulativo [costo]” significa “All'inizio del tuo mantenimento, metti un segnalino epoca su questo permanente. Poi puoi pagare[costo] per ogni segnalino epoca presente su di esso. Se non lo fai, sacrifica questo permanente”. Se [costo] ha delle scelte associate ad esso, ogni scelta viene fatta separatamente per ogni segnalino epoca, poi o l'intero insieme di costi viene pagato, o nessun costo viene pagato. Pagamenti parziali non sono ammessi.

### Terre innevate
Le terre innevate sono una nuova versione delle terre base, alle quali viene aggiunto il nuovo supertipo Innevato, che però non introduce nuove regole specifiche nel gioco. Le terre innevate non hanno nessuna particolarità rispetto alle normali terre base: possono essere inserite in qualsiasi numero all'interno di un grimorio e ognuna produce il mana del tipo appropriato se TAPpata, senza ulteriori abilità. La loro particolarità risiede nel fatto che molte carte dell'espansione vi fanno riferimento ed interagiscono con esse.
Con l'uscita anni più tardi di Ondata Glaciale il supertipo Innevato diventa Neve, e può essere applicato a qualsiasi tipo di carta. Il mana prodotto da un permanente con il supertipo Neve può essere impiegato come mana neve per l'attivazione di specifiche abilità. Il mana neve è raffigurato da un proprio simbolo, un fiocco di neve, questo simbolo è utilizzato solo nei costi di attivazione delle abilità, mai nei costi di mana delle carte.